# Walter Maddock
Walter J. Maddock (* 13. September 1880 in Grand Forks, Dakota-Territorium; † 25. Januar 1951 in Bismarck, North Dakota) war ein US-amerikanischer Politiker und von 1928 bis 1929 der 15. Gouverneur des Bundesstaates North Dakota.

## Frühe Jahre und politischer Aufstieg
Walter Maddock besuchte die örtlichen Schulen seiner Heimat und das North Western Business College. Über seinen weiteren persönlichen Werdegang ist wenig bekannt. Schon bald engagierte sich Maddock politisch. Im Jahr 1915 war er neben A. C. Townley einer der Mitbegründer der Nonpartisan League. In dieser Zeit entstanden in North Dakota vorübergehend zwei neue politische Parteien, die sich hart bekämpften.

## Neue Parteien in North Dakota
In den Jahren nach 1915 waren die beiden traditionellen Parteien, die Republikaner und die Demokraten, in North Dakota etwas in den Hintergrund getreten. Dafür waren die Nonpartisan League (NPL) und die Independent Voters Association (IVA) vorübergehend an deren Stelle getreten. Beide Parteien standen in scharfer Opposition zueinander. Die NPL, die eher sozialistische Standpunkte vertrat, war kurzzeitig bundesweit organisiert, erreichte aber in North Dakota ihre größten Erfolge. Mit Lynn Frazier und Walter Maddock stellte sie in diesem Staat zwischen 1917 und 1929 zwei Gouverneure. Die IVA wurde als Opposition zur NPL von konservativen Kräften gegründet, deren Interessen sie vertrat. Mit Ragnvald A. Nestos und George F. Shafer stellte sie in den 1920er Jahren ebenfalls zwei Gouverneure von North Dakota. Seit 1933 spielten beide Parteien in North Dakota keine größere Rolle mehr.

## Aufstieg zum Gouverneur
In den Jahren 1915 bis 1925 war Maddock Abgeordneter im Repräsentantenhaus von North Dakota. Dann wurde er zum Vizegouverneur seines Staates gewählt. In dieser Eigenschaft verstand er sich nicht mit dem amtierenden Gouverneur Arthur G. Sorlie. Maddock hielt den reichen Geschäftsmann Sorlie nicht für eine Partei mit sozialistischen Tendenzen geeignet. Er führte eine innerparteiliche Opposition gegen den Gouverneur an. Man erwog bereits Möglichkeiten einer Amtsenthebung, als Sorlie im August 1928 im Amt verstarb. Damit rückte nun Maddock an dessen Stelle als Gouverneur. Seine Aufgabe war es, die Amtszeit seines Vorgängers zu Ende zu bringen. In dieser Zeit setzte er sich für die Ziele der NPL ein und befürwortete staatseigene Betriebe. Dann wechselte er zur Demokratischen Partei und trat 1928 als deren Kandidat zur Wiederwahl an, unterlag aber George Shafer, der für die IVA kandidiert hatte. Damit schied Maddock am 9. Januar 1929 aus dem Amt aus.
Nach dem Ende seiner Gouverneurszeit wurde Walter Maddock als Farmer tätig. Später war er noch Mitglied einiger landwirtschaftlicher Organisationen. Maddock starb im Jahr 1951. Er war mit Marguerite Tierney verheiratet, mit der er sechs Kinder hatte.